# 山嘴子镇
山嘴子镇，是中华人民共和国辽宁省朝阳市喀喇沁左翼蒙古族自治县下辖的一个乡镇级行政单位。

## 行政区划
山嘴子镇下辖以下地区：
山咀子村、金杖子村、道虎沟村、鲤莲杖子村、河南村、黄家店村、海岛营子村、炕杖子村和第一社区。